# Miquel Altadill i Giner
Miquel Altadill i Giner (Vilanova i la Geltrú, 30 d'octubre de 1937) és enginyer tècnic i historiador.

## Biografia
Fill de Miquel Altadill i Frisach, farmacèutic de Vilanova i la Geltrú. Va treballar als anys 1960 de redactor al Diario de Villanueva (ara Diari de Vilanova) durant divuit anys de temes d'esports, societat i d'entrevistador a l'espai Toma y daca.
El 1978 va ser president de l'entitat Foment Vilanoví. El 1990 va ser el fundador dels Amics de la Lírica i de la Música, entitat que des de llavors ha organitzat entre altres actes d'homenatge a Ventureta Mestres, Joan Magrinyà, Joan Lloveras, Manuel Ausensi, Emili Vendrell. També va organitzar actes d'homenatge com el centenari del naixement d'Eduard Toldrà o quan el Liceu es va cremar.
Al desembre de l'any 2000 fou, ell mateix, objecte d'un homenatge popular.
El 2001 va recollir en un llibre 118 episodis de l'anecdotari humorístic de Vilanova i la Geltrú, del qual el 2002 en va presentar un segon volum. Posteriorment n'ha editat dos més. És autor d'un estudi biogràfic de Francesc Gumà i Ferran. Amic de la lírica, la poesia, el periodisme, ha editat una quarantena de llibres sobre diversa temàtica local: història d'entitats vilanovines, personatges, edificis, anecdotaris humorístics, etc.

## Llibres
- El Senyor Peinado, pedagog a l'Escola Pia de Vilanova : 1940-57  Sant Pere de Ribes: Impremta Falcó, 1987
- Joaquim Carbó i Jané : Vilanova i la Geltrú, 18 octubre 1933, + Pamiers (França), 31 octubre 1987 Sant Pere de Ribes: Impremta Falcó, 1988
- Francesc Gumà i Ferran : 1833 - 1912 Vilanova i la Geltrú : Ajuntament, 1999 Retrats (Ajuntament de Vilanova i la Geltrú); 11
- Anecdotari humorístic de Vilanova i La Geltrú (vols. 1, 2, 3, 4) [S.l.] : K.D.A. Agency, DL 2001-2007 Sant Pere de Ribes : Impremta Falcó
- Francesc Gumà i Ferran : Vilanova i la Geltrú (1833-1912) : el somni del ferrocarril fet realitat  Vilanova i la Geltrú, 2003
- El Pare Pere Ferrer a Vilanova : (1941-47) (1976-93) Vilanova i la Geltrú, 2003
- 150 anys de la primera pedra : Parròquia Immaculada Concepció, 1854-2004 Vilanova i la Geltrú, 2003
- Vilanova i la Geltrú a Cuba  Vilanova i la Geltrú, DL 2006
- Poesia en temps del ferrocarril : recull poètic dedicat a Vilanova i la Geltrú : Francesc Gumà i Ferran i el ferrocarril Papyrus del Garraf, DL 2006
- El Parc Gumà i Ferran Vilanova i la Geltrú : Miquel Altadill i Giner, 2006
- La Rambla de Vilanova i la Geltrú Barcelona, DL 2007. Reeditat el 2013.
- En col·laboració amb Judith Barbacil i Mestres i Salvador Bernadó i Salcedo: Pinzellades de les activitats físiques i esportives a Vilanova i la Geltrú : crònica d'un segle  Vilanova i la Geltrú : l'Ajuntament : El Cep i la Nansa, 2007
- Exposició Regional de Vilanova i la Geltrú 1882 : 125è aniversari del més important certamen industrial i comercial Papyrus del Garraf, DL 2008
- Ventureta Mestres i Gras : soprano vilanovina, 1925-1994 Vilanova i la Geltrú : l'autor, 2009
- 50 anys de barcelonisme : Penya Barcelonista Vilanova (1960-2010) Vilanova i la Geltrú : Penya Barcelonista Vilanova, DL 2010)
- Orfeó Vilanoví (2010)
- Dones de Vilanova Vilanova i la Geltrú : Indústries Gràfiques Papyrus, DL 2011
- Coneguem Vilanova : una passejada històrica per la ciutat Vilanova i la Geltrú: l'autor, DL 2011
- El monument Gumà  Vilanova i la Geltrú: l'autor, 2012
- Un any especial: 1937 (2012)
- Vilanova capdavantera Vilanova i la Geltrú: l'autor, 2012
- La finestra indiscreta d'Eugeni d'Ors  Vilanova i la Geltrú : l'autor, 2013
- Els Juvenils C.F. Vilanova (2013)
- En col·laboració amb altres autors: Les barques de Joan Matas Vilanova i la Geltrú : Associació de Veïns de Baixamar; Ajuntament de Vilanova i la Geltrú; Museu del Mar, 2013
- Els mantons de Manila a Vilanova i la Geltrú. Vilanova i la Geltrú : l'autor, 2014
- Història cronològica de l'Escola Pia de Vilanova i la Geltrú. Vilanova i la Geltrú : l'autor, 2014
- Vilanova i la Geltrú: entre la història i la llegenda. Vilanova i la Geltrú : l'autor, 2015
- Cantants lírics de Vilanova : 25 anys dels Amics de la Lírica i de la Música, Vilanova i la Geltrú, 1990 - 2015. Vilanova i la Geltrú : l'autor, 2016
- Els Alumnes Obrers de Vilanova i la Geltrú. Vilanova i la Geltrú : l'autor, 2016
- El ferrocarril de Vilanova al Congrés dels Diputats (2017)
- 1714 a Vilanova de Cubelles (2017)
- Decret de Nova Planta (2018)
- Biografia de Josep Ferrer-Vidal i Soler (2018)